# Sandelia
Genre
Sandelia est un genre de poissons africains d'eau douce  de la famille des Anabantidae qui ne comporte que deux espèces.

## Description
Les poissons du genre Sandelia mesurent de 20 à 26 cm selon les espèces.

## Liste des espèces
- Sandelia bainsii (Castelnau, 1861)
- Sandelia capensis (Cuvier, 1829)